# Zaborze (województwo wielkopolskie)
Zaborze – osada w Polsce położona w województwie wielkopolskim, w powiecie słupeckim, w gminie Słupca.
W latach 1975–1998 miejscowość administracyjnie należała do województwa konińskiego.
W roku 1934 wieś zamieszkiwało 89 mieszkańców.